# سیارک ۲۷۰۹۱
سیارک ۲۷۰۹۱ (به انگلیسی: 27091 Alisonbick، نامگذاری:1998UY21)۲۷۰۹۱مین سیارک کشف شده‌است که در ۲۸ اکتبر ۱۹۹۸ کشف شد.